# Abdala
Abdala (техническое название CIGB-66) — вакцина для профилактики коронавирусной инфекции COVID-19, разработанная кубинским Центром генной инженерии и биотехнологии.
Она представляет собой трёхкомпонентный препарат, который по схеме вакцинации вводится через 14 и 28 дней после первой прививки. Препарат создан на основе инактивированного коронавируса и содержит его частицу, на которую реагирует иммунитет.
По итогам третьей фазы испытаний показала 100 % эффективность в предотвращении тяжелых форм заболевания и летального исхода, а также 92,28 % эффективность против симптоматического протекания коронавируса.
Полные результаты клинического исследования ещё не опубликованы.
Эта вакцина является одной из двух разработанных Кубой вакцин COVID-19, находящихся на третьей фазе испытаний.